# لاس تکوس
لاس تکوس (به اسپانیایی: Los Teques) یک شهر در شمال ونزوئلا و مرکز ایالت میراندا است. لاس تکوس ۱۴۰٬۶۱۷ نفر جمعیت دارد.